# Zapora Austin

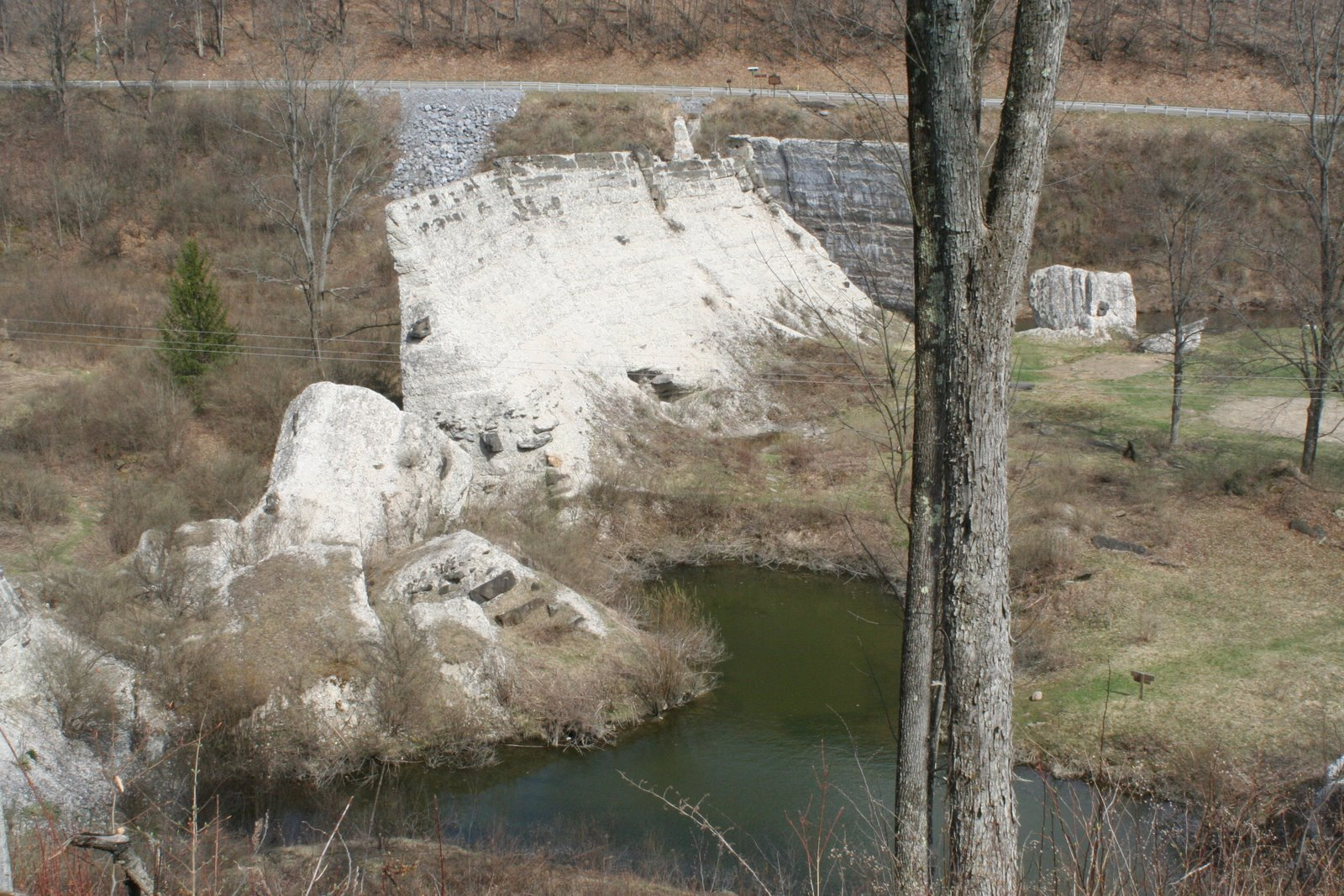
Zapora Austin w 2008 r.

Zapora Austin – zapora wodna wybudowana w dolinie Freeman Run w pobliżu Austin, w hrabstwie Potter (Pensylwania).

## Budowa
W 1900 spółka Bayless Paper wybrała miejsce na budowę zapory w dolinie Freeman Run. Prace nad nią trwały od 8 maja do 9 grudnia 1909. Budowano ją szybko i oszczędnie. Celem budowy było utworzenie zbiornika zaopatrującego w wodę papierniczy młyn George'a Baylessa. Kierownikiem budowy był pełnomocnik Baylessa, inżynier budowlany T. Chalkey Hatton. Po znalezieniu małej ziemnej tamy, która była jednak nieodpowiednia, firma Hattona postanowiła zbudować dużą, betonową zaporę w dolinie. Zapora mierzyła 15 m wysokości, 167 m długości i była wówczas największą zaporą w Pensylwanii. Koszt budowli wyniósł 86 tys. dolarów.
Utworzony powyżej zapory zbiornik retencyjny miał pojemność do 946 tys. m³ (250 mln galonów amer.), a jego głębokość wynosiła 12 m.

## Katastrofa
30 września 1911 doszło do przerwania zapory. Zniszczeniu uległ młyn papierniczy i większość miasta Austin. Śmierć poniosło 78 osób, a szkody związane z katastrofą oszacowano na ówczesnych 10 mln dolarów.
Po tym zdarzeniu odbudowano zarówno zaporę, jak i młyn, jednak młyn spłonął w 1933, a zapora runęła w 1942, tym razem bez ofiar śmiertelnych.  Obecnie w pobliżu Austin nie funkcjonuje żadna zapora wodna.

## Przyczyny
Kilka miesięcy po zdarzeniu zostały podane do wiadomości publicznej przyczyny tragedii. W styczniu 1910 podczas nagłej odwilży zbiornik szybko się wypełnił. Zapora pod naciskiem ciśnienia wygięła się ponad 10 m (36 stóp) i beton zaczął pękać. Wyginanie zmniejszono poprzez wysadzenie dynamitem 4 m (13 stóp) zapory w celu spuszczenia nadmiaru wody. Ten zabieg nie odniósł zamierzonego rezultatu, gdyż cement był mokry i stabilność zapory nadal nie była pewna.